# Kielhalen

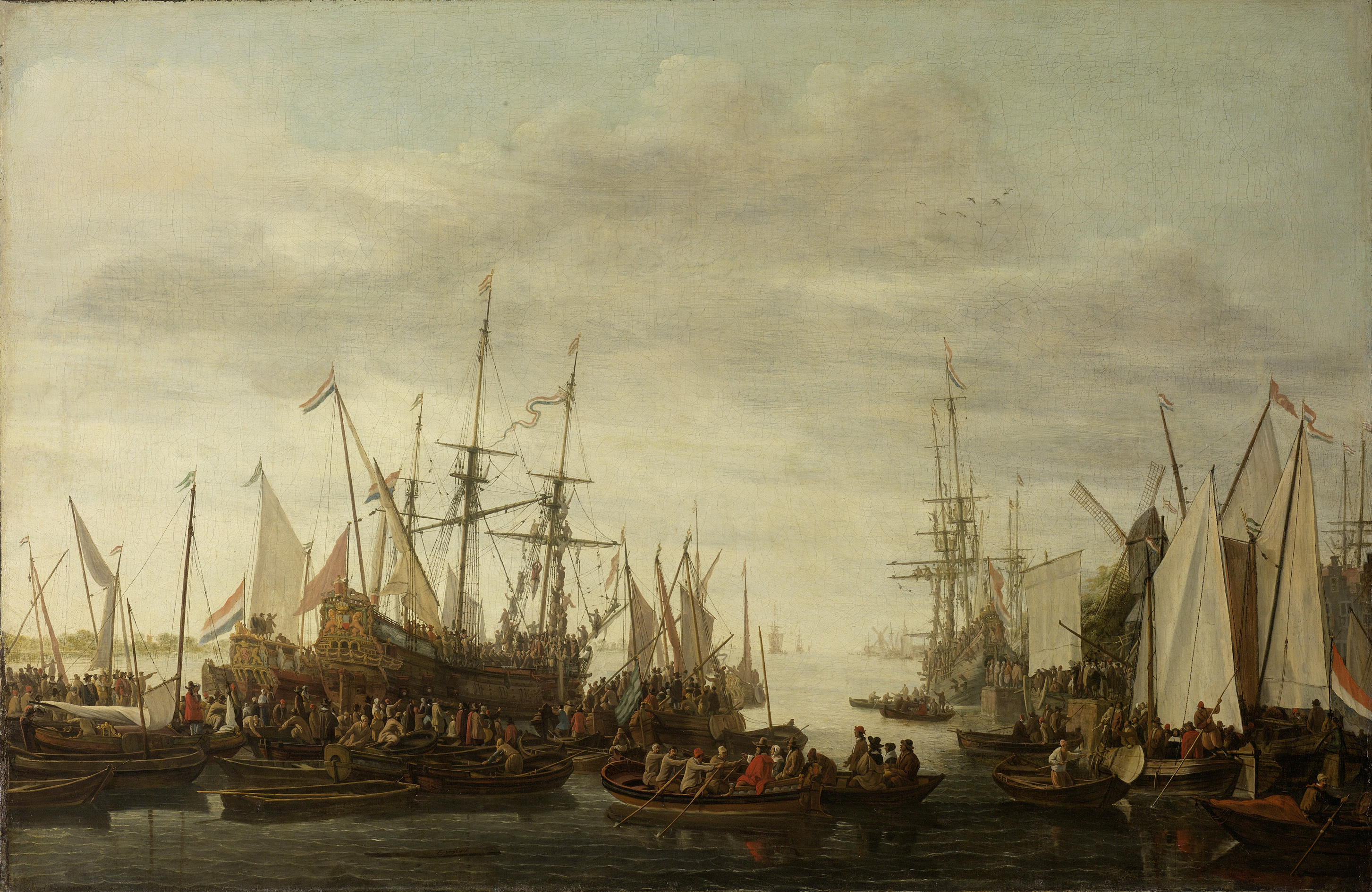
Het kielhalen van de scheepschirurgijn van admiraal Jan van Nes, Lieve Pietersz. Verschuier

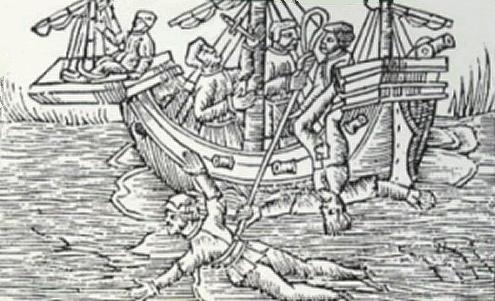
Een houtsnede van een kielhaling uit de Tudor-periode

Kielhalen is een straf die in vroeger tijden door een kapitein van een schip kon worden opgelegd aan leden van de bemanning.
Bij het uitvoeren van de straf werd het lichaam verzwaard met ijzeren of loden gewichten. Met een touw werd de gestrafte onder de kiel van het schip door getrokken. Kielhalen kon worden uitgevoerd in de lengterichting van het schip, of overdwars. Doordat de scheepsromp vaak begroeid was met zeepokken, mosselen en schelpen kon kielhalen aanzienlijke verwondingen opleveren. Kielhalen in de lengterichting betekende meestal de dood van de gestrafte. 
Om te voorkomen dat hij al te veel zeewater binnenkreeg, werd een spons om zijn arm gebonden waarop hij kon bijten. De scheepsarts (die in de praktijk vaak werkte als chirurgijn) was altijd in de buurt om de fysieke conditie van de gestrafte in de gaten te houden. 

## Nederlanden
Kielhalen was een toegestane bestraffing op schepen uit de Lage Landen. De vroegste vermelding van kielhalen staat in een Nederlandstalige tekst die is opgenomen in het Diplomatarium Norvegicum (1050-1590), een instructie uit maart 1537.
De tekst hierin luidt:
[...] Voert naede scaerwaeck dat hem oick niemant vervorden en zal dair op toe coomen droncken ofte derten op die punijtie van- den kiel onder doir [...] (dat wil zeggen dronkenschap tijdens wachturen wordt bestraft met kielhalen)
[...] Voirt datter niemant jeeken en mach met messen bynnen sceeps boert ofte wythaelen dair mede toe slaen op onderde kyel doir [...] (dat wil zeggen vechten of messentrekkerij wordt bestraft met kielhalen)
Ten tijde van de Republiek der Zeven Verenigde Nederlanden werden straffen op de Staatse vloot beschreven in de van 1629 daterende artikelbrief. In 1795 tijdens de Franse tijd werden de zwaarste lijfstraffen afgeschaft, om in 1814 weer ingevoerd te worden. In 1854 werd kielhalen officieel afgeschaft door minister van Marine James Enslie.